# Imogen Cunningham
Imogen Cunningham, född 12 april 1883 i Portland, Oregon, död 24 juni 1976 i San Francisco, Kalifornien, var en amerikansk fotograf.
Cunningham öppnade 1910 en porträttatelje i Seattle, och blev först känd för sina porträtt av kulturpersonligheter. Hon blev en av banbrytarna i fotografigruppen f/64 och visade där ingående naturstudier. Hon behandlade ofta specifikt kvinnliga förhållanden i sina fotografier, till exempel i The Unmade Bed (1957). Hon fotograferade även för amerikanska och europeiska tidskrifter.
Cunninghams fotografier finns samlade i de postumt utgivna böckerna Imogen! Imogen Cunningham Photographs, 1910–1973 (1974) och After Ninety (1977).

## Eftermäle
Nedslagskratern Cunningham på planeten Merkurius är uppkallad efter henne.